# Basílica de Santo Antônio de Pádua no Esquilino
Sant'Antonio da Padova all'Esquilino ou Basílica de Santo Antônio de Pádua no Esquilino, chamada também de Sant'Antonio da Padova in Via Merulana, é uma igreja titular e basílica menor no rione Esquilino em Roma, Itália, construída para para a Ordem dos Frades Menores, que precisavam de uma nova casa depois de serem obrigados a se mudarem do convento de Santa Maria in Aracoeli, demolido para permitir a construção do Monumento a Vittorio Emanuele II.
A igreja foi elevada a basílica menor em 1931.
Em 12 de março de 1960, o Papa João XXIII transformou-a em uma igreja titular, sede do título de Santo Antônio de Pádua na Via Merulana, cujo cardeal-presbítero é Américo Manuel Alves Aguiar, Bispo de Setúbal.

## Arquitetura
Duas escadarias dão acesso ao pórtico da igreja, onde está uma estátua de Santo Antônio de Pádua segurando o Menino Jesus. O interior está dividido em três nave separadas por duas fileiras de pilares de mármore rosa.

## Galeria

Imagens da igreja
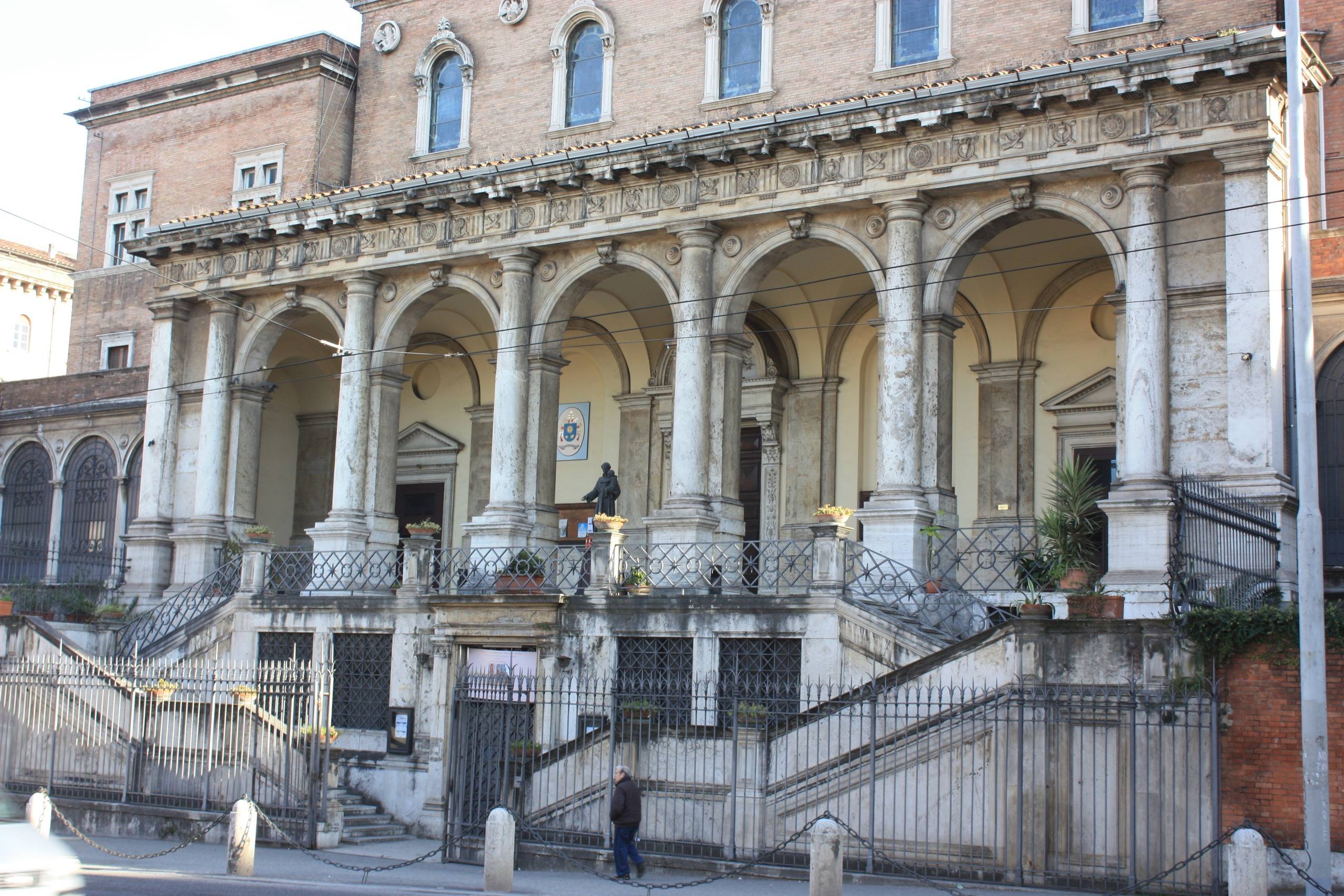
Pórtico e a escadaria.
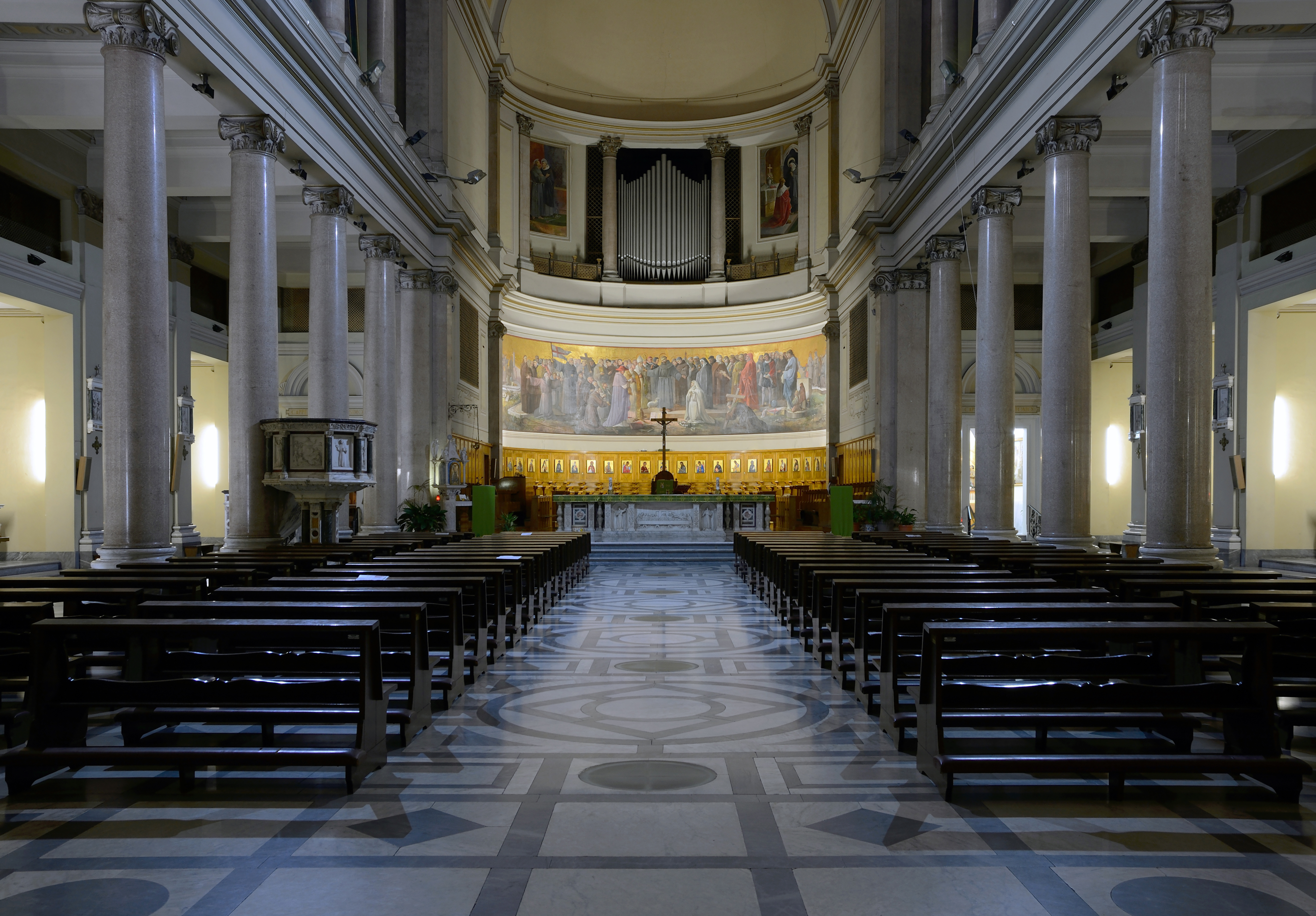
Vista do interior.